# يورغن روبرت هانسن
يورغن روبرت هانسن (بالدنماركية: Robert Hansen) هو لاعب هوكي الحقل دنماركي، ولد في 23 مارس 1911، وتوفي في 6 أغسطس 1991.

## وصلات خارجية
- يورغن روبرت هانسن على موقع أوليمبيديا (الإنجليزية)